# Треска за шоу
Треска за шоу (на английски: Center Stage) е американска тийнейджърска драма от 2000 г., режисирана от Никълъс Хайтнър. В нея играят звездите Аманда Скъл и Питър Галахър.

## Тема
Внимание:  Текстът по-долу разкрива сюжета на произведението (или части от него)!
След много прослушвания, 12 млади танцьори се опитват спечелят място в Американската балетна академия. Те се приготвят за финален танц, за да се определи кой ще бъде помолен да се присъедини към балетната компания.
Оптегнатите отношения между Джонатан (Питър Галахър), хореографът на компанията е Купър Нилсън (Итън Стифъл), неговият най-добър танцьор, който също иска да участва в изготвянето на хореографията. Ученичката Морийн (Сюзан Мей Прат), която има големи успехи, разбира че животът ѝ я подминава, а Джоди Соойър, въпреки че има проблеми с тялото, танцува като професионалист и талантливата Ева (Зоуи Салданя), която обича да танцува има проблеми с отношението си към останалите. Съдбата на всички тези млади хора се определя от тяхното финално изпълнение. След много изпитания на върата и волята, те успяват. Купър стартира своя собствена компания и кани Джоди, за водеща таньорка. Морийн решава да се запише в нормален универстет, а Ева е избрана от Джонатан да се присъедини към престижната балетна компания.

## Актьорски състав
- Аманда Съл – Джоди Сойър
- Зоуи Салдана – Ева Родригес
- Сюзън Мей Прат – Морийн Къмингс
- Питър Галахър – Джонатан Рийвс
- Дона Мърфи – Джулиет Саймън
- Дебра Монк – Нанси Къмингс
- Итън Стифъл – Купър Нилсън
- Саша Радетски – Чарли Симс
- Джули Кент Катлийн Донаху

## Саундтрак
1. Candy – Менди Мор
2. I Wanna Be With You – Менди Мор
3. First Kiss – i5
4. Don't Get Lost In The Crowd – Ашли Балърд
5. We're Dancing – P.Y.T.
6. Friends Forever – Thunderbugs
7. Get Ued To This – Cyrena
8. A Girl Can Dream – P.Y.T.
9. Cosmic Girl – Джамирокуай
10. Higher Ground – Ред Хот Чили Пепърс
11. Come Baby Come – Елвис Креспо и Жизел Д`Коул
12. The Way You Make Me Feel – Майкъл Джаксън
13. If I Was The One – Ruff Endz
14. Canned Heat – Джамирокуай
15. I Wanna Be With You (Soul Soul Solution Remix) – Менди Мор